# 長谷川純一
長谷川 純一（はせがわ じゅんいち、1961年1月 - ）は、日本の実業家。Amazon.com社が日本でAmazon.co.jpをオープンした当時のアマゾンジャパン社長。日本オラクル執行役員。広島県大竹市出身。

## 経歴
1983年、東京工業大学工学部制御工学科卒。ニチメン（現・双日）入社。1985年、人工知能やコンピュータグラフィックス（CG）開発で知られるアメリカ・シンボリックス社の日本シンボリックスに出向し立ち上げに関与。
1987年、国際電気通信基盤技術研究所を経て、1991年マサチューセッツ工科大学（経営学）修士課程修了（MBA）。その後ニチメンデータシステム（現・テクマトリックス）を経て、1996年、ERPパッケージ（統合業務パッケージ）ベンダー、ピープルソフトジャパン（現・日本ピープルソフト）を共同で設立。
2000年2月、Amazon.com日本法人、アマゾン・ジャパンの社長に就任し同サービスを短期間で立ち上げた。同社を2001年3月に退任した。
2002年4月、日本ピープルソフトに復帰。2005年同社がオラクルコーポレーション（Oracle Corporation）傘下に入ったため、2015年5月9日 (土) 15:20 (UTC)閲覧時点の役職は、日本オラクル執行役員オペレーションズ統括本部ディールストラテジー本部長。
訳書に『LISPマシンプログラミング技法』ハンク・ブロムリー、リチャード・ラムソン共著（1991年）がある。